# 2016年リオデジャネイロオリンピックのインドネシア選手団
2016年リオデジャネイロオリンピックのインドネシア選手団（2016ねんリオデジャネイロオリンピックのインドネシアせんしゅだん）は、2016年8月5日から8月21日にかけてブラジルのリオデジャネイロで開催された2016年リオデジャネイロオリンピックのインドネシア選手団、およびその競技結果。

## 概要
今大会は金メダル1個、銀メダル2個、合計3個のメダルを獲得した。
バドミントン混合ダブルスではトントウィ・アフマド＆リリヤナ・ナトシール組が金メダルを獲得した。インドネシア勢の混合ダブルスでの金メダル獲得は初めて。

## メダル
| メダル | 選手名                                    | 競技                 | 種目         |
| ------ | ----------------------------------------- | -------------------- | ------------ |
| 金     | トントウィ・アフマド リリヤナ・ナトシール | バドミントン         | 混合ダブルス |
| 銀     | エコ・ユリ・イラワン                      | ウエイトリフティング | 男子62kg級   |
| 銀     | スリ・ワーユニ・アグスティアニ            | ウエイトリフティング | 女子48kg級   |